# Amery (Wisconsin)
Amery è un comune degli Stati Uniti, situato in Wisconsin e in particolare nella Contea di Polk.